# 目黒新橋
目黒新橋（めぐろしんばし）は、東京都目黒区の目黒川に架かる、目黒通り（東京都道312号白金台町等々力線）の橋である。

## 歴史
江戸時代中期までは、江戸の市中から目黒川の西に向かう道は太鼓橋につながる行人坂が主要路となっていたが、急勾配で不便な道であった。地元の名主の菅沼権之助は新たな道を開き、その坂を新坂、道筋の目黒川に架かる橋を新橋と名付けられた。権之助は幕府により刑死したが、一説には幕府に無断で道を拓いたことが罪に問われたとも伝えられる。いつしか、新坂は「権之助坂」、新橋は「目黒新橋」と呼ばれるようになった。新橋（目黒新橋）の正確な架橋時期は不明であるが、古地図によると延宝年間（1673年～1680年）にはすでにこの地に橋が架けられていたようである。

## 現橋

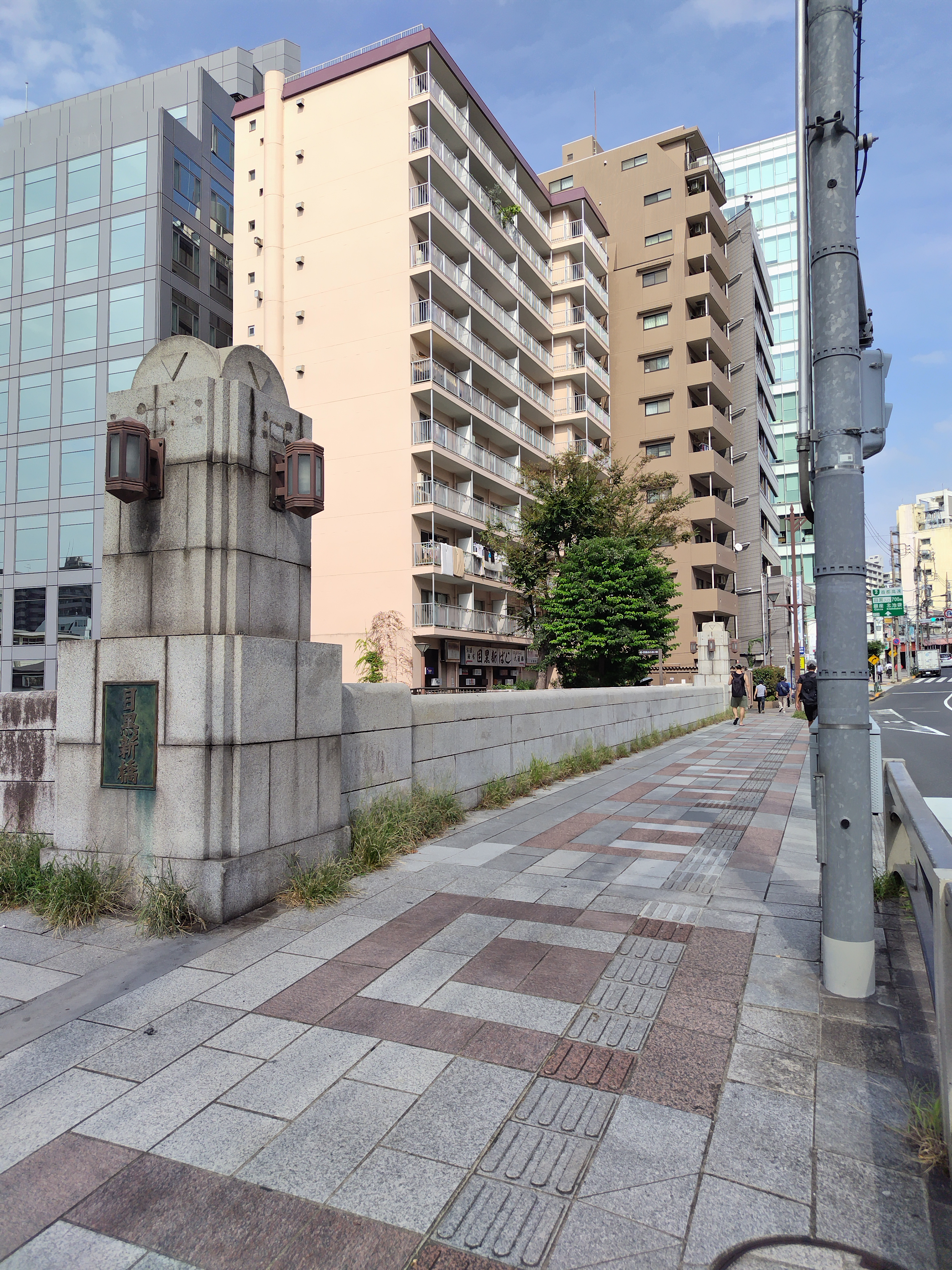
目黒新橋の親柱。奥が目黒駅方面。橋の向こうのマンションに、「目黒新ばし」の名を冠した飲み屋街が見える。

現在の橋は1933年（昭和8年）に架けられたコンクリートアーチ橋で、1936年～1938年頃の写真によると、東京市電を敷設するための空間が設けられていた。250mほど下流側に位置する太鼓橋への川沿いの道は下り坂となっており、行人坂が権之助坂以上の急坂であることがうかがえる。西洋の古城を模したラブホテル「目黒エンペラー」は、両橋の間の川沿いに建つ。目黒通りが町の境であり、上流左岸（東）側が目黒区目黒1丁目、右岸側が同2丁目。下流左岸側は下目黒1丁目、右岸側が同2丁目である。左岸下流側のたもとには、目黒警察署下目黒交番と公衆便所がある。左岸側には権之助坂バス停があり、目黒駅と三軒茶屋や等々力操車所、弦巻営業所など目黒区・世田谷区の各地を結ぶ多数の東急バスがこの橋を渡る。